# Midian (album)
Midian è il quarto album in studio del gruppo musicale britannico Cradle of Filth, pubblicato il 30 ottobre 2000 dalla Music for Nations.

## Il disco
Con questo disco la band ha provato ad "ammorbidire" leggermente la propria proposta con delle melodie più operistiche e dei suoni molto orchestrali. Merito di questo è, anche, dovuto all'innesto in formazione dell'ex-violinista dei My Dying Bride Martin Powell.
Si ispira al romanzo Cabal scritto da Clive Barker. Alcune tracce sono narrate da Doug Bradley: l'attore che ha interpretato Pinhead nella serie di film Hellraiser.

## Curiosità
È l'album che vede il rientro nella band dello "storico" membro Paul Allender.

## Edizioni
Nel 2001 è uscita un'edizione limitata di Midian: "Leather-Textured Digibook" (digipack in pelle a forma di libriccino). Contiene una bonus track, la cover dei Sabbat For Those Who Have Died, che vede la partecipazione di Martin Walkyier, cantante degli stessi Sabbat e degli Skyclad. È incluso anche il video di Her Ghost in the Fog.
Nell'edizione pubblicata in Giappone, il 22 novembre del 2000, è stata inserita la stessa bonus track.

## Tracce
Testi di Dani, musiche dei Cradle of Filth, eccetto dove indicato.

### Versione Standard
1. At the Gates of Midian – 2:21
2. Cthulhu Dawn – 4:17
3. Saffron's Curse – 6:33
4. Death Magick for Adepts – 5:53
5. Lord Abortion – 6:52
6. Amor e morte – 6:44
7. Creatures That Kissed in Cold Mirrors – 3:01
8. Her Ghost in the Fog – 6:24
9. Satanic Mantra – 0:51
10. Tearing the Veil from Grace – 8:13
11. Tortured Soul Asylum – 7:47

### Edizione Giapponese
1. At the Gates of Midian – 2:21
2. Cthulhu Dawn – 4:17
3. Saffron's Curse – 6:33
4. Death Magick for Adepts – 5:53
5. Lord Abortion – 6:52
6. Amor e morte – 6:44
7. Creatures That Kissed in Cold Mirrors – 3:01
8. Her Ghost in the Fog – 6:24
9. Satanic Mantra – 0:51
10. Tearing the Veil from Grace – 8:13
11. Tortured Soul Asylum – 7:47
12. For Those Who Have Died – 6:18 – cover dei Sabbat

### Leather-Textured Digibook
1. At the Gates of Midian – 2:21
2. Cthulhu Dawn – 4:17
3. Saffron's Curse – 6:33
4. Death Magick for Adepts – 5:53
5. Lord Abortion – 6:52
6. Amor e morte – 6:44
7. Creatures That Kissed in Cold Mirrors – 3:01
8. Her Ghost in the Fog – 6:24
9. Satanic Mantra – 0:51
10. Tearing the Veil from Grace – 8:13
11. Tortured Soul Asylum – 7:47
12. For Those Who Have Died – 6:18 – cover dei Sabbat

Contenuto multimediale
- Her Ghost in the Fog

## Formazione
Gruppo
- Dani - voce
- Paul - chitarra
- Gian - chitarra
- Robin Graves - basso
- Martin - tastiera
- Adrian - batteria

Coriste
- Sarah Jezebel Deva - voce addizionale
- Mika Lindberg - voce addizionale

Personale aggiuntivo
- Andy Nice - violoncello
- Toni King - voce (Lord Abortion)
- Doug Bradley - voce narrante (Death Magick for Adepts, Her Ghost in the Fog, Tortured Soul Asylum)